# Мурашев, Алексей Андрианович
Алексей Андрианович Мурашев (Мурашёв, Мурашов) (1919—1999) — лётчик-ас истребитель, полковник Советской Армии, участник Великой Отечественной войны, Герой Советского Союза (1943).

## Биография
Алексей Мурашев родился 30 июля 1919 года в селе Мураши (по другим данным в селе Гадалей (ныне — Тулунский район Иркутской области).
Учился в Гадалейской, Шерагульской и Тулунской школах. После окончания шести классов школы проживал и работал в Чите. Работал учеником наборщика-печатника в типографии газеты «За большевистские колхозы», а с 1934 года — наборщиком в типографии газеты Черновских копей, одновременно учился в вечерней школе, а с 1936 года по комсомольской путевке поступил в Читинский аэроклуб.
В сентябре 1938 года призван на службу в Рабоче-крестьянскую Красную Армию. В сентябре 1940 года окончил Батайскую военную авиационную школу пилотов и был распределён в г.Пушкин Ленинградской области в 155-й истребительный авиационный полк.
Объявление о начале Великой Отечественной войны 22 июня 1941 года встретил дежурным по аэродрому 155-го истребительного авиационного полка. С июня 1941 года — на фронтах Великой Отечественной войны..
Воевал на самолётах-истребителях И-16, И-153, ЛаГГ-3, Ла-5, Ла-7 в составе 10-и разных фронтов (в том числе, на Карельском, Волховском, Ленинградском, Калининском) на дальних и ближних подступах к Ленинграду и Сталинграду, на Кубани и Курской дуге. В боях был тяжело ранен.
К августу 1943 года гвардии капитан Алексей Мурашев командовал эскадрильей 3-го гвардейского истребительного авиаполка 235-й истребительной авиадивизии 10-го истребительного авиакорпуса 2-й воздушной армии Воронежского фронта. К тому времени он совершил 328 боевых вылетов, принял участие в 69 воздушных боях, сбив 17 вражеских самолётов лично и ещё 9 — в составе группы.
Указом Президиума Верховного Совета СССР от 28 сентября 1943 года за «мужество и героизм, проявленные в борьбе с немецкими захватчиками» гвардии капитан Алексей Мурашев был удостоен высокого звания Героя Советского Союза с вручением ордена Ленина и медали «Золотая Звезда» за номером 1242.
Войну гвардии майор Мурашев закончил в Чехословакии в должности командира 181-го гвардейского истребительного авиационного полка 15-й гвардейской истребительной авиадивизии 10-го истребительного авиакорпуса.
Всего за годы Великой Отечественной войны он совершил 450 боевых вылетов, участвовал в 125 воздушных боях, в которых сбил лично 22 и в составе группы 8 (по другим данным — 23 лично и 6 в группе) самолётов противника..
После окончания войны Мурашев продолжил службу в Советской Армии. В 1947 году он окончил курсы усовершенствования офицерского состава. В 1958–1971 гг. служил в должности заместителя начальника штаба в Кольском соединении ПВО. В 1970 году принимал участие в манёврах «Океан», обеспечивая координацию совместных действий Северного флота и сил ПВО. В 1972 году в звании полковника Мурашев был уволен в запас.
До 1991 года проживал и работал в Североморске Мурманской области, затем переехал на Украину, в Днепропетровск, где работал до выхода на пенсию мастером отдела технического контроля на Заводе шахтной автоматики. Умер 16 июля 1999 года, похоронен на Сурско-Литовском кладбище Днепропетровска.

## Награды
- Медаль «Золотая Звезда»
- Орден Ленина — дважды
- Орден Красного Знамени — трижды
- Орден Александра Невского
- Орден Отечественной войны 1-й степени — дважды
- Орден Красной Звезды
- ряд медалей и иностранных наград.[9]

## Память
В честь Героя Советского Союза гвардии полковника Алексею Андриановича Мурашева были установлены мемориальные доски:
- 3 ноября 2011 года в городе Североморске Мурманской области на доме №13 по улице Душёнова, где с 1958 по 1991 год жил Алексей Андрианович[10]
- 9 мая 2015 года в городе Тулун Иркутской области.[4]